# Sông Bạch Đằng
Sông Bạch Đằng là ranh giới giữa thành phố Hải Phòng và tỉnh Quảng Ninh ngày nay, gọi theo phiên âm chữ Nôm là Bạch Đằng Giang (白藤江). Từ Bạch (白) có nghĩa là trắng, từ Đằng (藤) có nghĩa là "bụi cây quấn quýt", tên Nôm là Dầng hay Rừng. Và ba từ "Bạch Đằng Giang", nghĩa là sông có "rừng sóng bạc đầu", mà gọi theo dân gian là sông Thần. Ngoài ra sông này còn có tên gọi khác thời Hậu Lê là Vân Cừ (澐渠), nghĩa là "con sông nhỏ có sóng lớn" hay "nước chảy xoáy cuồn cuộn", về sau là sông Thành Triền và ngày nay là sông Đá Bạc...
Hay sách "Đồng Khánh địa dư chí" ghi: "Sông Bạch Đằng là đoạn từ Năm Cửa đến cửa Nam Triệu, dài 18 dặm, rộng 2 dặm", mà theo bản đồ hành chính huyện Thủy Đường thời Đồng Khánh (1886 – 1888) thì Năm Cửa là khu vực ngã 3 sông Uông và sông Đá Bạc ngày nay. Như vậy ta có thể hiểu từ khu vực ngã 3 sông Uông và sông Đá Bạch ngày nay, hắt xuống phía cửa biển Nam Triệu là giang phận sông Bạch Đằng thời Đồng Khánh (1886 – 1888). Còn sông Bạch Đằng từ thời Trùng Hưng trở về trước là sông Đá Bạch ngày nay
Sông Bạch Đằng là con đường thủy tốt nhất để đi vào Hà Nội (Thăng Long ngày xưa) từ miền nam Trung Quốc, từ cửa sông Nam Triệu các chiến thuyền đi vào sông Kinh Thầy, sông Đuống và cuối cùng là sông Hồng đoạn chảy qua Hà Nội. Ngày nay, các loại tàu thuyền có tải trọng 300-400 tấn tham gia vận tải được cả hai mùa trên sông.
Sông Bạch Đằng nổi tiếng với 3 chiến công của dân tộc Việt Nam: 
- Trận thủy chiến sông Bạch Đằng năm 938: Ngô Quyền đánh thắng quân xâm lược Nam Hán,
- Trận thủy chiến sông Bạch Đằng năm 981: Hoàng đế Lê Đại Hành phá tan quân Tống xâm lược
- Trận thủy chiến sông Bạch Đằng năm 1288: Hưng Đạo Vương Trần Quốc Tuấn đại thắng quân xâm lược Mông Nguyên (trong cuộc kháng chiến chống quân Nguyên lần thứ ba).

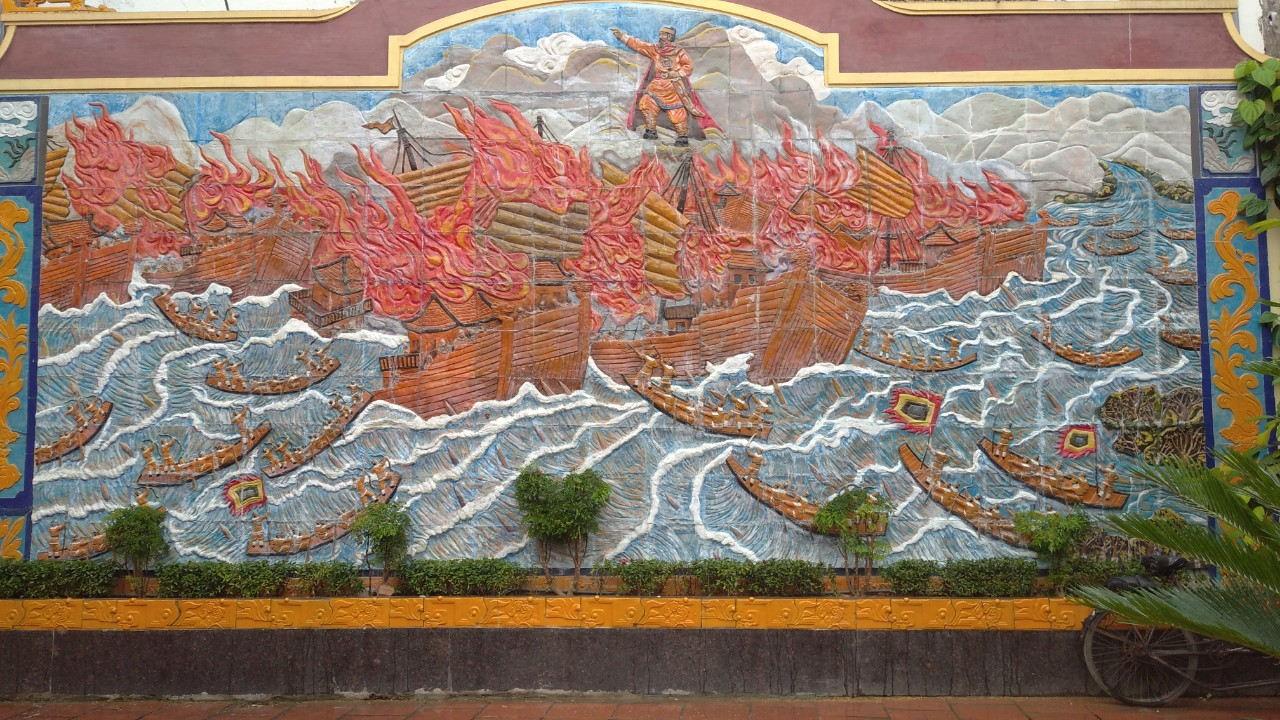
Tranh ghép đá mô phỏng trận Bạch Đằng 938

Theo sách "Đồng Khánh địa dư chí" và bản đồ huyện Yên Hưng và Thủy Đường trước thời Đồng Khánh, thì duy nhất chỉ có 3 nơi thờ liên quan tới nhà Trần nằm trên đất thành phố Thủy Nguyên ngày nay là: Đền thờ Trần Hưng Đạo ở xã Thụ Khê, đền thờ Hoàng Tôn ở xã Tràng Kênh và đền thờ Thiên Hộ ở xã Chung Mỹ.
Hiện ở khu vực cửa sông Bạch Đằng có 3 ngôi đền thờ 3 vị anh hùng trên đó là đình Hàng Kênh (Lê Chân, Hải Phòng) thờ Ngô Quyền, đền Vua Lê Đại Hành ở phường Minh Đức (Thủy Nguyên, Hải Phòng) và đền Trần Hưng Đạo ở phường Yên Giang, thị xã (Quảng Yên, Quảng Ninh). Đặc biệt khu di tích đền Tràng Kênh ở Hải Phòng thờ cả ba vị anh hùng nói trên.

## Các bãi cọc trên sông Bạch Đằng

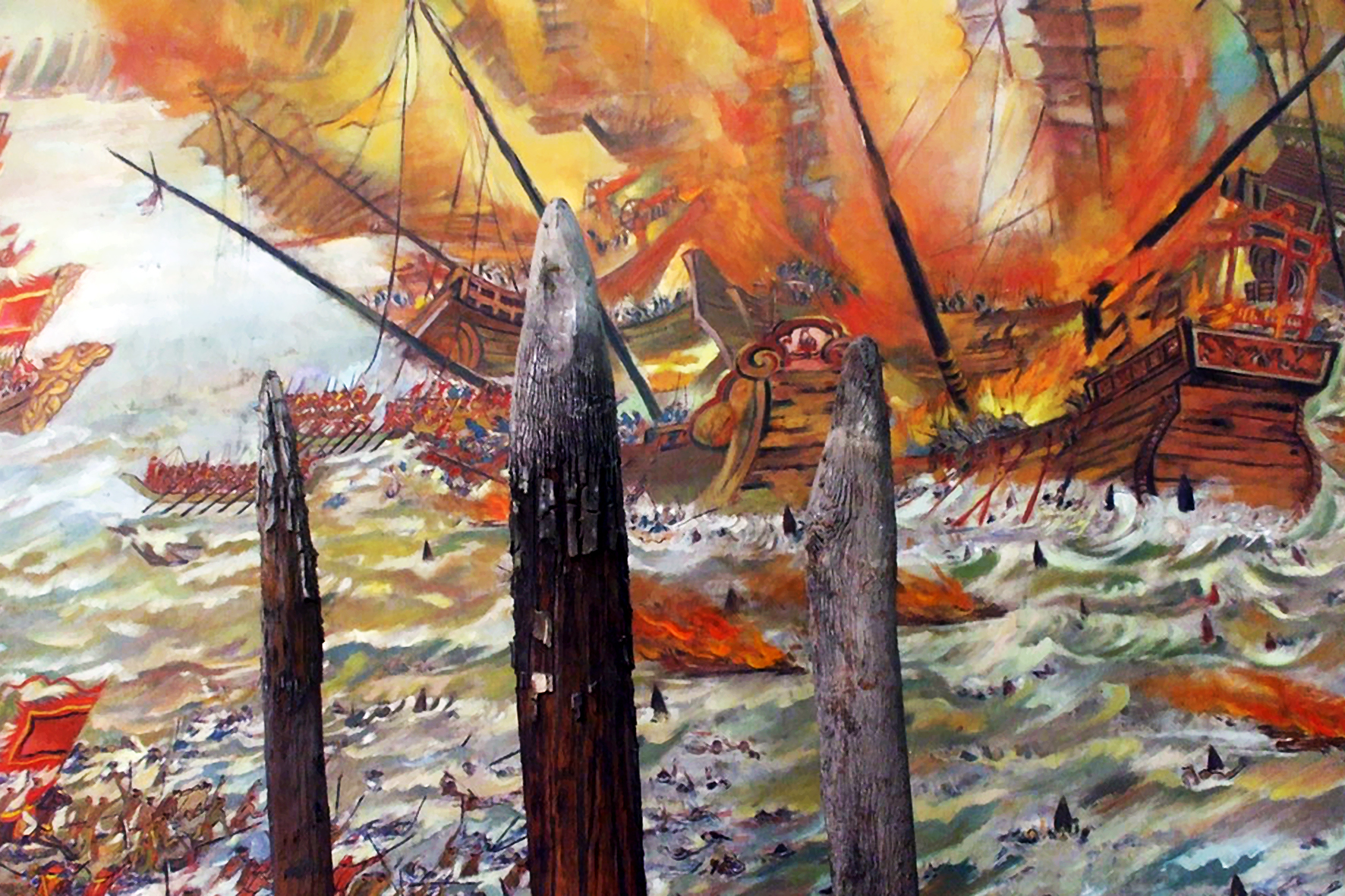
Cọc Bạch Đằng

Các bãi cọc Bạch Đằng là các bãi cọc được sử dụng làm trận địa chống giặc ngoại xâm của dân tộc Việt, do Ngô Quyền khởi xướng vào năm 938 trong trận đại phá quân Nam Hán. Hiện nay có bốn bãi cọc được phát hiện đều là bãi cọc dân sự:
- Một bãi cọc nằm trong một đầm nước giáp đê sông Chanh, thuộc Yên Giang, thị xã Quảng Yên, tỉnh Quảng Ninh. Bãi cọc này được phát hiện vào năm 1953 khi người dân trong vùng đào đất đắp đê. Bãi hiện còn hàng trăm cọc, một số cọc được cắm thẳng đứng, đa số cọc nằm chếch theo hướng đông 15°, cắm theo hình chữ"chi"(之). Cọc phần lớn bằng gỗ lim, gỗ táu, đầu dưới vát nhọn, đầu trên đã bị gãy. Độ dài trung bình các cọc từ 2 m đến 2,8 m; có cọc dài tới 3,2 m. Phần cọc được vát nhọn dài từ 0,8 m đến 1 m. Đầu phía trên của cọc nằm dưới mặt đất khoảng 0,5 m đến trên 1,5 m. Toàn bộ bãi cọc đã được xây kè bảo vệ với diện tích 220 m2, trong đó có 42 cọc ở nguyên trạng khi phát hiện, sâu dưới bùn hơn 2 m, nhô cao từ 0,2 đến 2 m. Mật độ cọc ở nửa bãi phía nam là một cây mỗi 0,9 đến 1,2 m, nửa bãi phía bắc có một cây mỗi 1,5 đến 2,2 m.
- Một bãi cọc phát hiện năm 2005 tại cánh đồng Vạn Muối (thuộc Nam Hòa, thị xã Quảng Yên, Quảng Ninh), với hàng chục cây cọc trên một khu vực rộng 100 m, dài 300 m. Theo các nhà khoa học, người xưa đã dùng loại cọc đường kính 7 – 10 cm, to nhất là 20 – 22 cm, có cọc dài trên 2 m được cắm theo nhiều thế rất hiểm, thường xiên 45° theo một hướng.
- Bãi cọc đồng Má Ngựa được phát hiện và tiến hành khảo sát, khai quật vào năm 2010. Bãi cọc có chiều dài 70 m, rộng 30 m, cắm cọc thuộc nhiều loại gỗ có đường kính từ 6 – 22 cm dày đặc thành dải như một lớp tường thành.[2]
- Gần đây nhất là bãi cọc Cao Quỳ được phát hiện vào cuối năm 2019.

Cách đóng cọc hiện nay vẫn là bí ẩn. Tuy nhiên dân gian có truyền là người xưa sử dụng cách như sau: 1. Vót nhọn mũi cọc; 2. Đưa mũi cọc nhọn xuống trước, cọc sẽ cắm xuống sâu một mức nhất định; 3. Dùng dây thừng buộc 2 rọ mây vắt qua đầu trên của cọc; 4. Nhét từng viên đá vào rọ cho đến khi đủ tải trọng để ấn cọc xuống; 5. Khi đầu cọc đạt cao độ, chuyển đá ra khỏi rọ và đẽo nhọn đầu cọc.

## Cầu qua sông
- Cầu Bạch Đằng, ở cửa sông Cấm đổ ra sông Bạch Đằng, nối Đầm Nhà Mạc, thị xã Quảng Yên, Quảng Ninh với quận Hải An, Hải Phòng, cũng là điểm cuối tuyến cao tốc Hạ Long - Hải Phòng, thông xe ngày 1/9/2018.